# جمعية مرشدات بربادوس

جمعية مرشدات بربادوس

جمعية مرشدات بربادوس هي المنظمة الإرشادية الوطنية في بربادوس. تأسست الجمعية في عام 1918 وأصبحت عضوا كامل العضوية في الرابطة العالمية للمرشدات وفتيات الكشافة في عام 1969 وتضم المنظمة 2,220 عضوة (اعتبارا من 2015).